# Acció d'Etxabarri
L'acció d'Etxabarri fou una de les batalles de la primera guerra carlina.

## Antecedents
La rebel·lió va esclatar després de la convocatòria de les Corts el 20 de juny de 1833 quan el pretendent dom Carles, refugiat a Portugal es va negar a jurar lleialtat a Maria Cristina de Borbó-Dues Sicílies i l'1 d'octubre, recolzat per Miquel I de Portugal va reclamar el seu dret al tron. La revolta no va tenir el suport de l'exèrcit i la guerra començà el 6 d'octubre quan el general Santos Ladron de Cegama va prendre Logronyo, passant a Navarra per unir-se amb els revoltats, sent capturat en la batalla de Los Arcos i afusellat als pocs dies. A Catalunya, la rebel·lió de Josep Galceran a Prats de Lluçanès el 5 d'octubre va ser sufocada pel capità general Llauder.
La presència carlina quedà afeblida amb la campanya del liberal Pedro Sarsfield i Tomás de Zumalacárregui va assumir la direcció dels contingents navarresos el 15 de novembre, i dels bascos tres setmanes després, reactivant la rebel·lió al nord, organitzant l'exèrcit carlí. El 27 de gener de 1834 Zumalacárregui va capturar la Real Fábrica de Armas de Orbaiceta amb les armes preses va fer diversos atacs, provocant la substitució del general Valdés per Vicente Genaro de Quesada, qui va començar les represalies.
L'exèrcit liberal de José Ramón Rodil va tractar de destruir l'exèrcit de Zumalacárregui i arrestar Carles Maria Isidre de Borbó però després d'una desastrosa campanya es va veure obligat a renunciar al comandament per Manuel Lorenzo. Les tropes isabelines de Navarra no van ser capaces de contenir l'exèrcit de Zumalacárregui, qui es va acostar a l'Ebre amb la intenció d'atacar Ezcaray, amb importants fàbriques roba de cotó, que serviria per crear uniformes d'hivern per les seves tropes, i els seus exploradors van saber que un comboi d'armes aniria de Burgos a Logronyo pel camí real.
Els isabelins perderen dos mil homes a l'acció de Dulantzi, dels quals molts acabarien en les files carlines, i la resta de les tropes isabelines, en saber de la destrucció de la columna a Dulantzi, van retornar a Vitoria, tret d'un grup comandat per Joaquín de Osma que es va dirigir a Etxabarri.

## Batalla
El 28 d'octubre de 1834, els isabelins situats als cingles no pogueren aguantar l'atac dels carlins, abandonaren les seves posicions i baixaren al pont, i els carlins seguiren avançant arribant a la canyada i per ella avançaren cap al pont. Joaquín de Osma, sense visió de la seva esquerra, en veure baixar als dels turons i retrocedir als del canal, mana al seu encontre la reserva, però ja arribaven els carlins que havien quedat a la fondalada pel camí real, que creuaren el pont i iniciaren l'assalt al turó. Mentre la dreta isabelina formada a la fondalada gairebé no havia entrat en combat, l'esquerra estava encerclada per l'enemic i iniciava la desbandada, i en veure-ho, la dreta començà igualment a replegar-se, sortint esglaonadament de la fondalada, sent molt castigada pels carlins que els perseguiren, però Tomás de Zumalacárregui ordena donar quarter als qui es rendissin.

## Conseqüències
Les comunicacions amb Bilbao, Sant Sebastià i Pamplona quedaren tallades i Tomás de Zumalacárregui va atacar la rica ribera de Navarra fins que foren derrotats en desembre en la batalla de Mendaza.